# Impératrice Yamato
L'impératrice Yamato (倭姫王) est une poétesse et impératrice du Japon, épouse de l'empereur Tenji. Elle est petite-fille de l'empereur Jomei (舒明天皇) et de Soga no Hote-no-iratsume (蘇我法提郎女), par leur fils le prince Furuhito-no-Ōe (古人大兄皇子).
Sa poésie est recueillie dans le Man'yōshū (万葉集), plus ancienne anthologie de poésie japonaise que l'on pense avoir été collectée par Ōtomo no Yakamochi (大伴 家持). Après la mort de son époux en 671, elle compose une chanson de deuil à son endroit.

## Source de la traduction
- (en) Cet article est partiellement ou en totalité issu de l’article de Wikipédia en anglais intitulé « Empress Yamato » (voir la liste des auteurs).